# Condado de Cottle
O Condado de Cottle é um dos 254 condados do Estado americano do Texas. A sede do condado é Paducah, e sua maior cidade é Paducah.
O condado possui uma área de 2 335 km² (dos quais 1 km² estão cobertos por água), uma população de 1 904 habitantes, e uma densidade populacional de 1 hab/km² (segundo o censo nacional de 2000).
O condado foi fundado em 1876.